# Kaiserpokal 1938
Der Kaiserpokal 1938 war die achtzehnte Austragung des Kaiserpokals, des höchsten japanischen Fußballpokalwettbewerbs. Sieger des Wettbewerbs waren die Waseda-Universität.

## Ergebnisse

### Viertelfinale
|                            | Ergebnis |                |
| -------------------------- | -------- | -------------- |
| Kwansei-Gakuin-Universität | 5:0      | Nagoya College |

### Halbfinale
|                            | Ergebnis |                    |
| -------------------------- | -------- | ------------------ |
| Kwansei-Gakuin-Universität | 2:5      | Keiō-Universität   |
| Yonhi College              | 2:2      | Waseda-Universität |

### Finale
|                  | Ergebnis |                    |
| ---------------- | -------- | ------------------ |
| Keiō-Universität | 1:4      | Waseda-Universität |